# Diplazium muricatum
Diplazium muricatum är en majbräkenväxtart som först beskrevs av Georg Heinrich Mettenius och som fick sitt nu gällande namn av Cornelis Rugier Willem Karel van Alderwerelt van Rosenburgh.
Diplazium muricatum ingår i släktet Diplazium och familjen Athyriaceae. Inga underarter finns listade. i Catalogue of Life